# Suore del Cuore Immacolato di Maria (Los Angeles)
Le Suore del Cuore Immacolato di Maria (in inglese Sisters of the Immaculate Heart of Mary; sigla I.H.M.) sono un istituto religioso femminile di diritto pontificio.

## Storia
La congregazione sorse dalla separazione della provincia statunitense delle Missionarie del Cuore di Maria dall'istituto catalano.
Le prime Missionarie del Cuore di Maria erano giunte California nel 1871 su invito di Thaddeus Amat y Brusi, vescovo di Monterey: dopo la prima casa aperta a Gilroy, erano sorte comunità a San Juan Bautista, San Luis Obispo, San Bernardino e, nel 1886, a Los Angeles; le case americane andarono a costituire una provincia e la sede della casa provincializia e del noviziato fu fissata a Los Feliz, sulle colline di Hollywood.
Un primo tentativo di ottenere la separazione della provincia statunitense dalla congregazione spagnola fu fatto, senza successo, nel 1914. John Joseph Cantwell, arcivescovo di Los Angeles, rinnovò la richiesta di separazione dopo il 1922 e il 15 marzo 1924 la Santa Sede eresse la provincia in istituto indipendente.
Nel 1967, dopo il Concilio Vaticano II, il capitolo generale dell'istituto riformò radicalmente le costituzioni, causando il dissenso delle autorità ecclesiastiche e di alcune suore che desideravano conservare lo stile di vita precedente al capitolo. Una commissione pontificia, nominata per comporre i dissidi, nel 1969 riconobbe il piccolo gruppo fedele alle antiche costituzioni come unica rimanenza canonica dell'antico istituto; concesse, quindi, la dispensa dai voti alle suore che avevano adottato le costituzioni riformate, che si riunirono in un'associazione laicale denominata "Comunità del Cuore Immacolato di Maria".

## Attività e diffusione
Le suore si dedicano all'istruzione e all'educazione cristiana della gioventù.
Sono presenti negli Stati Uniti d'America; la sede generalizia è a Los Angeles.
Nel 2014 l'istituto contava 5 religiose e una sola casa.